# Thiện nhượng
Thiện nhượng (chữ Hán: 禪讓) có nghĩa là nhường lại ngôi vị, được ghép bởi các cụm từ Thiện vị và Nhượng vị, là một phương thức thay đổi quyền thống trị của những triều đại trong lịch sử Trung Quốc.

## Nguồn gốc

chân dung Đế Nghiêu qua nét vẽ của danh họa Mã Lân thời Nam Tống

## Ngoại thiện và Nội thiện

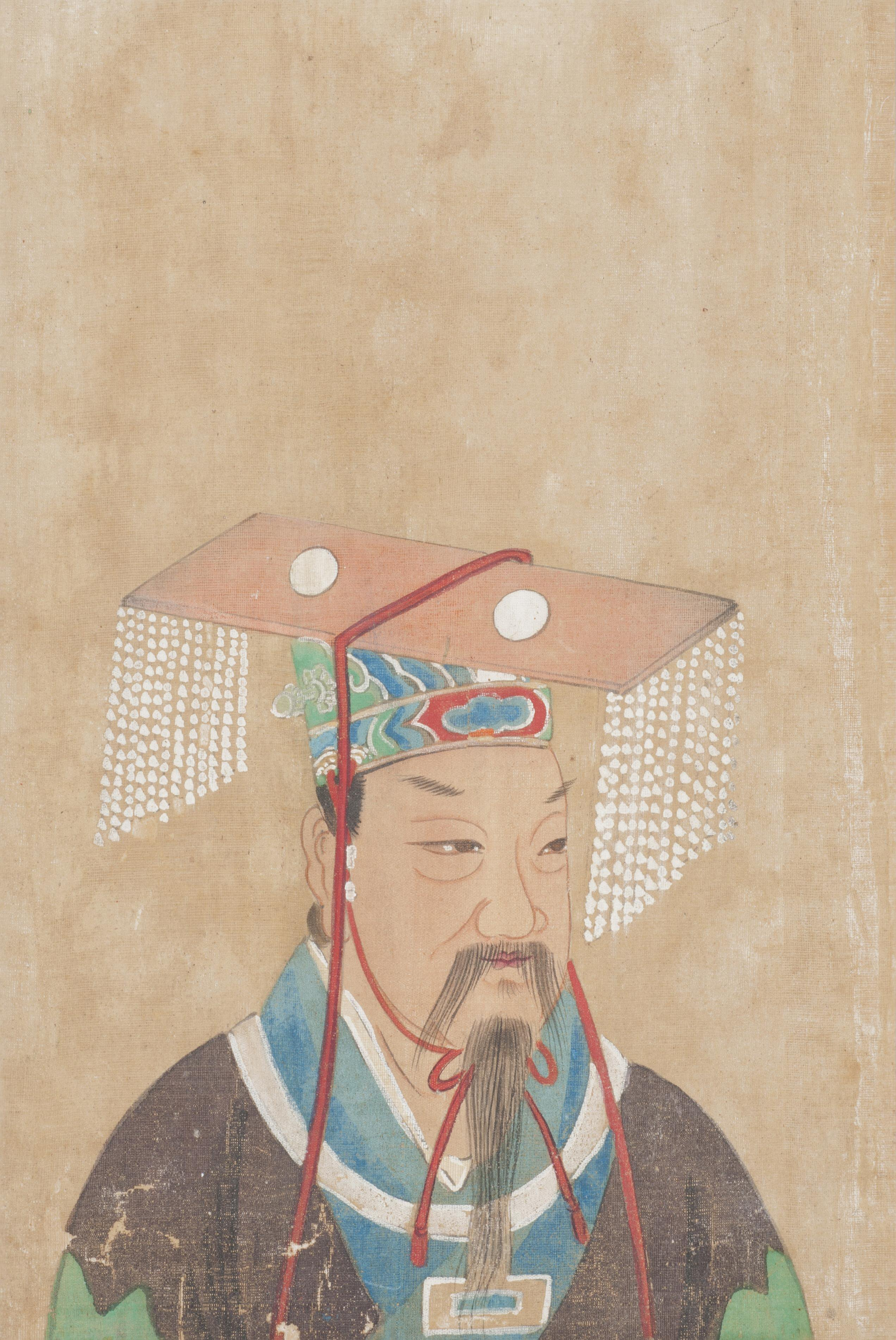
Đế Thuấn

## Một số quan điểm khác

Hạ Vũ

## Ảnh hưởng

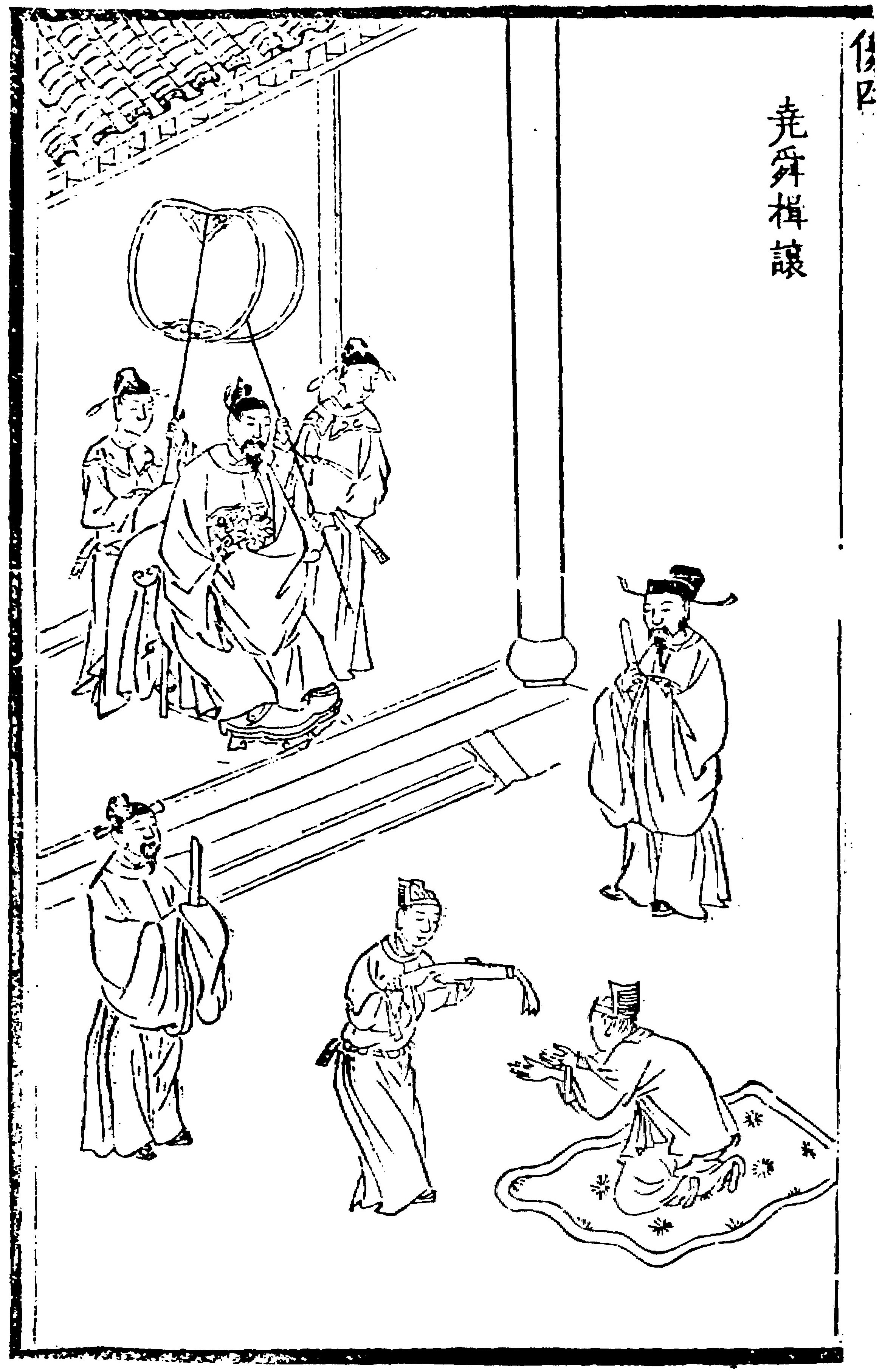
Nghiêu Thuấn nhường ngôi

### Chế độ Thiện nhượng tại Trung Quốc bản thổ

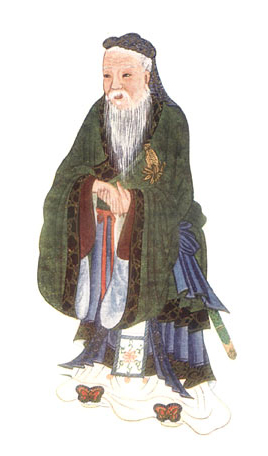
Chân dung Khổng Tử được minh họa trong cuốn Thần thoại và Truyền thuyết Trung Hoa của E.T.C. Werner